# Laattaja
Laattaja eller Lauttajärvi eller Lauttajajärvi är en sjö i Finland, på gränsen till Ryssland. Den ligger i kommunen Kuusamo i landskapet Norra Österbotten, i den nordöstra delen av landet, 600 km norr om huvudstaden Helsingfors. Laattaja ligger 230,8 meter över havet. Arean är 89,1 hektar och strandlinjen är 7,24 kilometer lång. Sjön  ingår i Kems huvudavrinningsområde. 